# 下北沢南口
「下北沢南口」は甲斐名都の1枚目のシングルである。2006年11月8日発売。発売元は力塾ファクトリー。

## 解説
- スリーブケース仕様。
- 歌詞は全て手書きである。
- 初回盤には購入特典として小説『初恋トレイン』が封入されていた。

## 収録曲
1. 下北沢南口
  - インディーズ時代のアルバム『ソラシド』収録曲の再レコーディング版。歌詞が一部異なる。
2. hello
  - アルバム『ナミダの成分』にも収録されている。
3. 初恋トレイン